# ツキイゲ
ツキイゲ(Spinifex littoreus (Burn. fil.) Merr.)とは単子葉植物イネ科ツキイゲ属の植物である。熱帯から亜熱帯の海岸に生育する。熱帯系の特異な海浜植物として知られる。

## 特徴
全体的に非常に硬い草で、粉を吹いたような白緑色である。茎は地表を這い、枝分かれして大きな集団を作る。枝先は少し立ち上がり、草丈は30-50cm位である。基部に近い位置に数枚の葉をつける。葉は長さ20cm位まで、幅は3mm程と細く、下面の断面は円形に近い。先端に向かって次第に細くなり、先は鋭い針になる。
花は夏に出る。葉の間からぬけ出して伸びた花茎の先に着く。なお、イネ科では数少ない雌雄異株である。雄株の花序は枝先に多数の針状の枝が束になったようなもので、その枝に雄小穂がまばらにつく。雌花は、同じように針状の枝が放射状に伸びた中の、その根元付近に着く。
雌花は果実が熟するにつれて特徴的な変化を示す。針状の枝が完全に放射状になって、花茎の先が針の長い栗のイガもしくは色の薄いガンガゼ、もしくはウニの化け物のような形になる。そして、この針山は基部から外れるようになっており、枝から離れると、果実をつけたままで砂の上に落ちる。そこに風が吹いてくると、アカザ科のタンブル・ウィードの株と同様に風に吹かれて砂の上を転がって行き、どこかで種子を散布することになる。針には適当な弾力があって、砂の上で軽く弾みながら転がって行く。
日本では種子島、屋久島以南の南西諸島の海岸に生え、国外では中国南部から台湾、インドネシア、インドに分布する。

## 近縁種
同属の植物は、いずれも似た姿で、太平洋諸島、オーストラリアからインド、東アジアにわたる熱帯・亜熱帯の海岸に数種がある。

## 人間とのかかわり
植物体には砂の移動を抑える働きが強いため砂防への応用が考えられるが、その刺々しい葉から嫌われ、駆除された例もあるようである。この植物の葉を食べることができる家畜はヤギのみだともいわれる。